# Arthur Henry Turner
Arthur Henry Turner (Meriden, Connecticut, Estats Units, 6 de febrer de 1873 - [...?], 29 de març de 1939), fou un compositor i organista estatunidenc.
Estudià amb diversos metres particulars i va ser organista de l'església metodista episcopal de Springfield i director de l'escola que porta el seu nom i del cor i orquestra de la Societat artístic-musical de Springfield.
És autor de nombroses melodies vocals, de My Soul is dark, la coneguda poesia de Lord Byron per a barítons i orquestra, composicions per a orgue etc...